# فيلي وايت (لاعب كرة قدم أمريكية)
فيلي وايت (بالإنجليزية: Willie Wyatt)‏ هو لاعب كرة قدم أمريكية أمريكي، ولد في 27 سبتمبر 1967 في برمنغهام في الولايات المتحدة.

## وصلات خارجية
- فيلي وايت على موقع مرجع كرة القدم المحترفة.كوم (الإنجليزية)